# Brasil en la Copa Mundial de Fútbol de 1974
La Copa Mundial de Fútbol de 1974 fue la décima vez que la Selección de fútbol de Brasil participó en una Copa del Mundo. Fue y sigue siendo el único país que participó en todas las ediciones del torneo FIFA.
El equipo fue dirigido por Zagallo y el capitan era Piazza e Marinho Peres. Brasil obtuvo el cuarto puesto.

## Clasificatorios
, como defensores del título de la Copa Mundial de Fútbol de 1970, se clasificó automáticamente.

## Preparación
Brasil ganó la Copa Roca de 1971 en dos empates con Argentina y la Copa Independencia de Brasil en la final contra Portugal.
Brasil ya no contaba con Tostão, quien se jubiló a los 26 años en 1973 por un problema ocular. Y Pelé, que se retiró de la selección nacional en 1972. Como Pelé fue elegido el Rey de América en 1973, la CBD hizo un llamamiento para la presencia de Pelé, pero el Rey no quiso volver a defender a la selección: "Dejé de jugar en la selección brasileña en 1974 porque siempre fui muy honesto en lo que intentaba hacer. Ya no tenía condiciones psicológicas para jugar en la selección brasileña. Para llegar allí y no dar todo lo que suelo dar, para llegar sólo por estar en el campo, creo que es mejor no jugar".
Brasil no encontró sustitutos para Pelé, Tostão y Gérson. El equipo dependía de Roberto Rivelino y Jairzinho. Los goles de la semifinal y final de la Copa Independencia fueron pases de Rivelino a Jairzinho. Brasil tenía mejores jugadores en defensa, pero carecía de organizador al salir del juego y de goleadores.
El portero Emerson Leão exigió al técnico Zagallo que lo pusiera en el once titular.

## Campaña

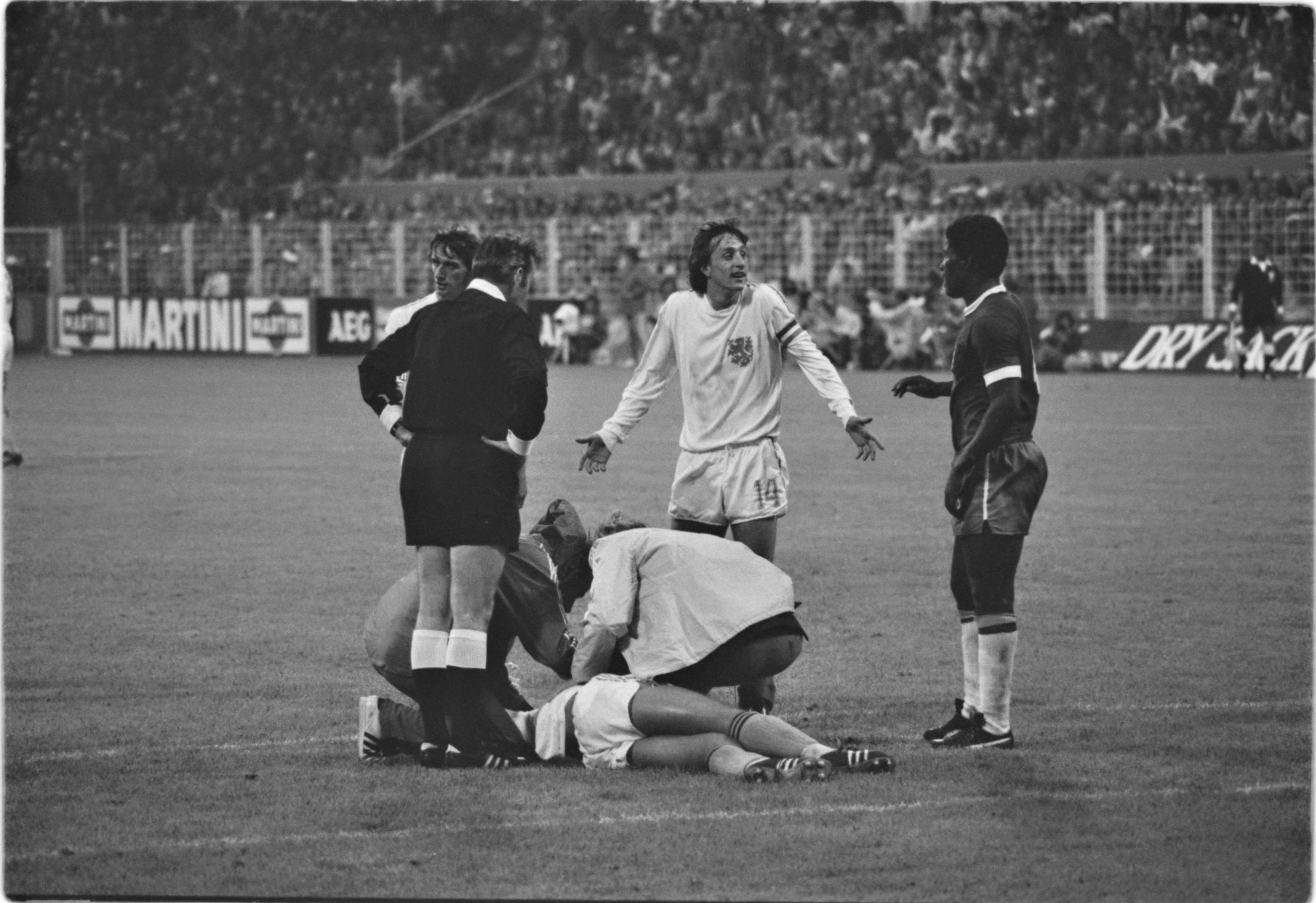
Collectie / Archief : Fotocollectie Anefo Reportage / Serie : [ onbekend ] Descripción : WK 1974, Nederland-Brazilië. Con el 2-0 en pie, Johan Neeskens een doodschop gekregen van Louis Pereira (derecha) y ligeramente bewusteloos sobre el terreno. Achter Neeskens staat Johan Cruijff Fecha: 3 de julio de 1974 Ubicación: Dortmund, Duitsland Trefwoorden: sport, voetbal Persoonsnaam: Cruijff, Johan, Neeskens, Johan, Pereira, Louis Fotograaf: Verhoeff, Bert / Anefo

El equipo que se estrenó en el Mundial con un empate a cero contra Yugoslavia nunca había jugado junto. Para el periodista Ênio Sérvio: "La falta de un mejor rendimiento del mediocampo y la ausencia de alguien que proporcionase buenas jugadas a Jairzinho" explicaron el empate. Zagallo: "Hemos jugado al estilo europeo, que es exactamente al que juegan todos". Para Gérson: "Rivelino y Paulo Cesar tuvieron un día muy malo". El seleccionador yugoslavo, Miljan Miljanić, afirmó que a Brasil "no le gusta que le marquen" y que la banda izquierda con Paulo César Lima y Marinho Chagas era la más peligrosa del equipo.
En el segundo partido, otro 0-0, esta vez contra Escocia. Al final del partido, Zagallo dijo que "el equipo del 74 no se parece en nada al del 70" y que si los mejores jugadores estaban en defensa, le tocaba a él establecer un sistema defensivo. Jairzinho se quejó: "Todo está mal. Nuestro mediocampo no avanza para jugar con el ataque y estamos prácticamente aislados arriba, marcados fácilmente por dos o tres. No es suficiente. Nunca tengo un balón limpio y, si supero al primer marcador, no tengo con quién jugar y acabo desmarcado".
En la última jornada, contra Zaire, Brasil se impuso por 3-0, exactamente el resultado que necesitaba para superar a Escocia por diferencia de goles. Necesitado de ganar, Zagallo alineó un equipo más ofensivo, con el extremo Edu de titular. Fue el único partido de Edu en el Mundial. Leivinha, titular en los tres partidos, sufrió una grave lesión de tobillo y se perdió el Mundial. Para el Jornal do Brasil, el equipo brasileño superó los nervios y logró una victoria tranquila y esperada. José Inácio Werneck, resignado, afirmó que la "generación brasileña es típica de entrezafra".
En la etapa semifinal, Brasil cayó en el cuadrangular con Alemania del Este, Argentina y Holanda.
El equipo venció a Alemania del Este por 1 a 0. Para el Jornal dos Sports, fue la mejor actuación de Brasil, que, aunque no fue brillante, dominó a sus adversarios con mucha garra. El preparador físico Cláudio Coutinho atribuyó el progreso del equipo al "interés de los jugadores por ver las cintas de los partidos": "Ellos mismos empezaron a reconocer los problemas en el campo y a entender que el fútbol europeo ha evolucionado."
Contra Argentina obtuvo una nueva victoria por 2 a 1. Según el Jornal do Brasil: "La obstinación de Luís Pereira en avanzar simultáneamente con Marinho Chagas, dejando varias veces vulnerable a la defensa brasileña, fue el único susto de Brasil en el partido (...) El propio Zagallo fue a la pista de atletismo e incluso gritó a su defensor de área." Brasil tuvo más volumen de juego, pero la falta de objetividad en su ataque le impidió marcar más: "Las jugadas eran trabajadas hasta el borde del área, pero no había progresión."
Contra Holanda perdió por 2 a 0. En la primera etapa, Brasil tuvo chances de abrir el marcador.
Luís Pereira fue expulsado al final del partido. Zagallo hizo sólo una sustitución en el partido, al igual que Telê en 1982, Zagallo en 1998 y Dunga en 2010 como entrenadores brasileños que fueron eliminados sin hacer todas las sustituciones permitidas. Para Rivellino: "Tuvimos mala suerte contra Holanda. Tuvimos dos oportunidades que si el balón entra, es dos a cero. Ellos tenían esa manera de irse, entonces, ¿qué hicimos? Cuando se fueron, Mirandinha y Jair avanzaron, los laterales nos apoyaron y metimos el balón al vacío. Eso les asustó”. Tras el partido, Zagallo declaró: "Me gustaría elogiar el espíritu de los jugadores brasileños, aunque técnicamente algunos de ellos me decepcionaron", según A Gazeta Esportiva la decepción fue con Valdomiro y Paulo Cézar Caju.
Brasil quedó para competir por el tercer puesto contra Polonia. Zagallo realizó cinco cambios respecto al debut. Incluso con los cambios, perdieron 1-0 y terminaron cuartos en el Mundial. El gol polaco lo marcó Grzegorz Lato tras una cabalgada por la banda izquierda. Emerson Leão y Marinho Chagas discutieron en el vestuario. Según Leão: ""Lato marcó el gol, a espaldas de nuestro lateral, que fue indisciplinado tácticamente para la época y avanzó de forma desordenada. Fue indisciplinado y grosero en sus respuestas cuando le pedimos que hiciera una entrada sobre el lateral izquierdo. Como era el último partido, dijo que era un 'jugador-espectáculo' (...). También perdimos por eso. Y luego, en el vestuario, tuvimos un desencuentro".
"Nadie sabía quién iba a jugar, uno se iba, otro entraba", criticó Jairzinho en una entrevista en 2000. La prensa internacional esperaba el mismo fútbol ofensivo que en 1970, la revista France Football publicó una fotografía en color a toda página de la selección brasileña. El pie de foto: "la decepción del año en el mundo del fútbol".

## Jugadores

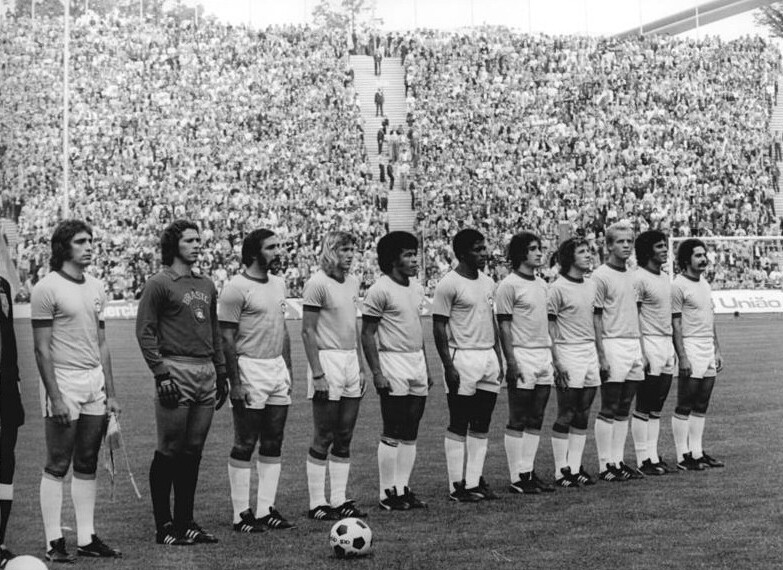
Brasil en el Estadio Olímpico de Múnich, para el partido ante Polonia por el 3º Lugar

| #     | Nac | Nombre                 | Posición           | Edad               | Club               |
| ----- | --- | ---------------------- | ------------------ | ------------------ | ------------------ |
| 1     |     | Emerson Leão           | Portero            | 24                 | Palmeiras          |
| 2     |     | Luís Pereira           | Defensa            | 24                 | Palmeiras          |
| 3     |     | Marinho Peres          | Defensa            | 27                 | Santos             |
| 4     |     | Zé Maria               | Mediocampista      | 25                 | Corinthians        |
| 5     |     | Piazza                 | Mediocampista      | 31                 | Cruzeiro           |
| 6     |     | Marinho Chagas         | Defensa            | 21                 | Botafogo           |
| 7     |     | Jairzinho              | Mediocampista      | 29                 | Botafogo           |
| 8     |     | Leivinha               | Delantero          | 23                 | Palmeiras          |
| 9     |     | César                  | Delantero          | 29                 | Palmeiras          |
| 10    |     | Roberto Rivelino       | Mediocampista      | 28                 | Corinthians        |
| 11    |     | Paulo Cézar            | Mediocampista      | 24                 | Flamengo           |
| 12    |     | Renato                 | Portero            | 29                 | Flamengo           |
| 13    |     | Valdomiro              | Delantero          | 28                 | Internacional      |
| 14    |     | Nelinho                | Defensa            | 23                 | Cruzeiro           |
| 15    |     | Alfredo                | Defensa            | 27                 | Palmeiras          |
| 16    |     | Marco Antônio          | Defensa            | 23                 | Fluminense         |
| 17    |     | Paulo César Carpegiani | Mediocampista      | 25                 | Internacional      |
| 18    |     | Ademir da Guia         | Mediocampista      | 32                 | Palmeiras          |
| 19    |     | Mirandinha             | Delantero          | 22                 | São Paulo          |
| 20    |     | Edú                    | Delantero          | 24                 | Santos             |
| 21    |     | Dirceu                 | Mediocampista      | 21                 | Botafogo           |
| 22    |     | Waldir Peres           | Portero            | 23                 | São Paulo          |
| D. T. |     | Mário Lobo Zagallo     | Mário Lobo Zagallo | Mário Lobo Zagallo | Mário Lobo Zagallo |

## Participación

### Primera fase

#### Grupo 2
| Equipo     | Pts | PJ | PG | PE | PP | GF | GC | Dif |
| ---------- | --- | -- | -- | -- | -- | -- | -- | --- |
| Yugoslavia | 4   | 3  | 1  | 2  | 0  | 10 | 1  | 9   |
| Brasil     | 4   | 3  | 1  | 2  | 0  | 3  | 0  | 3   |
| Escocia    | 4   | 3  | 1  | 2  | 0  | 3  | 1  | 2   |
| Zaire      | 0   | 3  | 0  | 0  | 3  | 0  | 14 | -14 |

| 13 de junio de 1974, 17:00 | Brasil | 0:0     | Yugoslavia | Waldstadion, Frankfurt                                             |                                                                    |
|                            |        | Reporte |            | Asistencia: 62.000 espectadores Árbitro(s): Ruedi Scheurer (Suiza) | Asistencia: 62.000 espectadores Árbitro(s): Ruedi Scheurer (Suiza) |

| 1  | PO | Emerson Leão     |  |
| 2  | DF | Luís Pereira     |  |
| 3  | DF | Marinho Peres    |  |
| 4  | DF | Piazza           |  |
| 5  | DF | Marinho Chagas   |  |
| 6  | DF | Nelinho          |  |
| 10 | MC | Roberto Rivelino |  |
| 11 | MC | Caju             |  |
| 7  | DE | Jairzinho        |  |
| 8  | DE | Leivinha         |  |
| 13 | DE | Valdomiro        |  |
| DT | DT | Mário Zagallo    |  |

| 1  | PO | Enver Marić         |
| 2  | DF | Ivan Buljan         |
| 3  | DF | Enver Hadžiabdić    |
| 4  | DF | Dražen Mužinić      |
| 5  | DF | Josip Katalinski    |
| 6  | DF | Vladislav Bogićević |
| 7  | MC | Ilija Petković      |
| 8  | MC | Branko Oblak        |
| 10 | MC | Jovan Aćimović      |
| 9  | DE | Ivica Šurjak        |
| 11 | DE | Dragan Džajić       |
| DT | DT | Miljan Miljanić     |

| Amonestado | 17' | Branko Oblak   |
| Amonestado | 49' | Jovan Aćimović |

| Árbitro             | Rudolf Scheurer |
| Árbitros asistentes | Vital Loraux    |
| Árbitros asistentes | Luis Pestarino  |

| 1  | PO | Emerson Leão     |  |
| 2  | DF | Luís Pereira     |  |
| 3  | DF | Marinho Peres    |  |
| 4  | DF | Piazza           |  |
| 5  | DF | Marinho Chagas   |  |
| 6  | DF | Nelinho          |  |
| 10 | MC | Roberto Rivelino |  |
| 11 | MC | Caju             |  |
| 7  | DE | Jairzinho        |  |
| 8  | DE | Leivinha         |  |
| 13 | DE | Valdomiro        |  |
| DT | DT | Mário Zagallo    |  |

| 1  | PO | Enver Marić         |
| 2  | DF | Ivan Buljan         |
| 3  | DF | Enver Hadžiabdić    |
| 4  | DF | Dražen Mužinić      |
| 5  | DF | Josip Katalinski    |
| 6  | DF | Vladislav Bogićević |
| 7  | MC | Ilija Petković      |
| 8  | MC | Branko Oblak        |
| 10 | MC | Jovan Aćimović      |
| 9  | DE | Ivica Šurjak        |
| 11 | DE | Dragan Džajić       |
| DT | DT | Miljan Miljanić     |

| Amonestado | 17' | Branko Oblak   |
| Amonestado | 49' | Jovan Aćimović |

| Árbitro             | Rudolf Scheurer |
| Árbitros asistentes | Vital Loraux    |
| Árbitros asistentes | Luis Pestarino  |

| 18 de junio de 1974, 19:30 | Escocia | 0:0     | Brasil | Waldstadion, Frankfurt                                                     |                                                                            |
|                            |         | Reporte |        | Asistencia: 50.000 espectadores Árbitro(s): Arie van Gemert (Países Bajos) | Asistencia: 50.000 espectadores Árbitro(s): Arie van Gemert (Países Bajos) |

| 1  | PO | David Harvey   |
| 2  | DF | Sandy Jardine  |
| 3  | DF | Danny McGrain  |
| 5  | DF | Jim Holton     |
| 14 | DF | Martin Buchan  |
| 4  | MC | Billy Bremner  |
| 10 | MC | David Hay      |
| 8  | DE | Kenny Dalglish |
| 9  | DE | Joe Jordan     |
| 11 | DE | Peter Lorimer  |
| 20 | DE | Willie Morgan  |
| DT | DT | Willie Ormond  |

| 1  | PO | Emerson Leão     |     |
| 2  | DF | Luís Pereira     |     |
| 3  | DF | Marinho Peres    |     |
| 5  | DF | Piazza           |     |
| 6  | DF | Marinho Chagas   |     |
| 14 | DF | Nelinho          |     |
| 10 | MC | Roberto Rivelino |     |
| 11 | MC | Caju             |     |
| 7  | DE | Jairzinho        |     |
| 8  | DE | Leivinha         | 65' |
| 19 | DE | Mirandinha       |     |
| DT | DT | Mário Zagallo    |     |

| 17 | DE | Paulo César Carpegiani | 65' |

| Amonestado | 35' | Roberto Rivelino |
| Amonestado | 81' | Marinho Chagas   |
| Amonestado | 87' | Marinho Peres    |

| Árbitro             | Arie van Gemert |
| Árbitros asistentes | Károly Palotai  |
| Árbitros asistentes | Erich Linemayr  |

| 1  | PO | David Harvey   |
| 2  | DF | Sandy Jardine  |
| 3  | DF | Danny McGrain  |
| 5  | DF | Jim Holton     |
| 14 | DF | Martin Buchan  |
| 4  | MC | Billy Bremner  |
| 10 | MC | David Hay      |
| 8  | DE | Kenny Dalglish |
| 9  | DE | Joe Jordan     |
| 11 | DE | Peter Lorimer  |
| 20 | DE | Willie Morgan  |
| DT | DT | Willie Ormond  |

| 1  | PO | Emerson Leão     |     |
| 2  | DF | Luís Pereira     |     |
| 3  | DF | Marinho Peres    |     |
| 5  | DF | Piazza           |     |
| 6  | DF | Marinho Chagas   |     |
| 14 | DF | Nelinho          |     |
| 10 | MC | Roberto Rivelino |     |
| 11 | MC | Caju             |     |
| 7  | DE | Jairzinho        |     |
| 8  | DE | Leivinha         | 65' |
| 19 | DE | Mirandinha       |     |
| DT | DT | Mário Zagallo    |     |

| 17 | DE | Paulo César Carpegiani | 65' |

| Amonestado | 35' | Roberto Rivelino |
| Amonestado | 81' | Marinho Chagas   |
| Amonestado | 87' | Marinho Peres    |

| Árbitro             | Arie van Gemert |
| Árbitros asistentes | Károly Palotai  |
| Árbitros asistentes | Erich Linemayr  |

| 22 de junio de 1974, 16:00 | Zaire | 0:3 (0:1) | Brasil                                        | Parkstadion, Gelsenkirchen                                           |                                                                      |
|                            |       | Reporte   | Jairzinho 12' · Rivellino 66' · Valdomiro 79' | Asistencia: 35.000 espectadores Árbitro(s): Nicolae Rainea (Rumania) | Asistencia: 35.000 espectadores Árbitro(s): Nicolae Rainea (Rumania) |

| 1  | PO | Kazadi Mwamba       |     |
| 2  | DF | Mwepu Ilunga        |     |
| 3  | DF | Mwanza Mukombo      |     |
| 4  | DF | Bwanga Tshimen      |     |
| 5  | DF | Lobilo Boba         |     |
| 7  | MC | Tshinabu Wa Munda   | 62' |
| 8  | MC | Mana Mamuwene       |     |
| 10 | MC | Kidumu Mantantu     | 81' |
| 15 | MC | Kibonge Mafu        |     |
| 14 | DE | Mayanga Maku        |     |
| 20 | DE | Jean Kalala N'Tumba |     |
| DT | DT | Blagoje Vidinić     |     |

| 1  | PO | Emerson Leão           |     |
| 2  | DF | Luís Pereira           |     |
| 3  | DF | Marinho Peres          |     |
| 5  | DF | Piazza                 | 70' |
| 6  | DF | Marinho Chagas         |     |
| 14 | DF | Nelinho                |     |
| 10 | MC | Roberto Rivelino       |     |
| 17 | MC | Paulo César Carpegiani |     |
| 7  | DE | Jairzinho              |     |
| 8  | DE | Leivinha               | 19' |
| 20 | DE | Edu                    |     |
| DT | DT | Mário Zagallo          |     |

| 9 | MC | Kembo Uba Kembo | 62' |
| 6 | MC | Kilasu Massamba | 81' |

| 13 | DE | Valdomiro  | 19' |
| 19 | DF | Mirandinha | 70' |

| Anotado | 12' | Jairzinho        |
| Anotado | 66' | Roberto Rivelino |
| Anotado | 79' | Valdomiro        |

| Amonestado | 78' | Mwepu Ilunga |

| Amonestado | 77' | Mirandinha |

| Árbitro             | Nicolae Rainea   |
| Árbitros asistentes | Aurelio Angonese |
| Árbitros asistentes | Klaus Ohmsen     |

| 1  | PO | Kazadi Mwamba       |     |
| 2  | DF | Mwepu Ilunga        |     |
| 3  | DF | Mwanza Mukombo      |     |
| 4  | DF | Bwanga Tshimen      |     |
| 5  | DF | Lobilo Boba         |     |
| 7  | MC | Tshinabu Wa Munda   | 62' |
| 8  | MC | Mana Mamuwene       |     |
| 10 | MC | Kidumu Mantantu     | 81' |
| 15 | MC | Kibonge Mafu        |     |
| 14 | DE | Mayanga Maku        |     |
| 20 | DE | Jean Kalala N'Tumba |     |
| DT | DT | Blagoje Vidinić     |     |

| 1  | PO | Emerson Leão           |     |
| 2  | DF | Luís Pereira           |     |
| 3  | DF | Marinho Peres          |     |
| 5  | DF | Piazza                 | 70' |
| 6  | DF | Marinho Chagas         |     |
| 14 | DF | Nelinho                |     |
| 10 | MC | Roberto Rivelino       |     |
| 17 | MC | Paulo César Carpegiani |     |
| 7  | DE | Jairzinho              |     |
| 8  | DE | Leivinha               | 19' |
| 20 | DE | Edu                    |     |
| DT | DT | Mário Zagallo          |     |

| 9 | MC | Kembo Uba Kembo | 62' |
| 6 | MC | Kilasu Massamba | 81' |

| 13 | DE | Valdomiro  | 19' |
| 19 | DF | Mirandinha | 70' |

| Anotado | 12' | Jairzinho        |
| Anotado | 66' | Roberto Rivelino |
| Anotado | 79' | Valdomiro        |

| Amonestado | 78' | Mwepu Ilunga |

| Amonestado | 77' | Mirandinha |

| Árbitro             | Nicolae Rainea   |
| Árbitros asistentes | Aurelio Angonese |
| Árbitros asistentes | Klaus Ohmsen     |

### Segunda fase

#### Grupo A
| Equipo               | Pts | PJ | PG | PE | PP | GF | GC | Dif |
| -------------------- | --- | -- | -- | -- | -- | -- | -- | --- |
| Países Bajos         | 6   | 3  | 3  | 0  | 0  | 8  | 0  | 8   |
| Brasil               | 4   | 3  | 2  | 0  | 1  | 3  | 3  | 0   |
| Alemania Democrática | 1   | 3  | 0  | 1  | 2  | 1  | 4  | -3  |
| Argentina            | 1   | 3  | 0  | 1  | 2  | 2  | 7  | -5  |

| 26 de junio de 1974, 19:30 | Brasil        | 1:0 (0:0) | Alemania Democrática | Niedersachsenstadion, Hannover                                  |                                                                 |
|                            | Rivellino 60' | Reporte   |                      | Asistencia: 58.643 espectadores Árbitro(s): Cliv Thomas (Gales) | Asistencia: 58.643 espectadores Árbitro(s): Cliv Thomas (Gales) |

| 1  | PO | Emerson Leão           |
| 2  | DF | Luís Pereira           |
| 3  | DF | Marinho Peres          |
| 4  | DF | Zé Maria               |
| 6  | DF | Marinho Chagas         |
| 10 | MC | Roberto Rivelino       |
| 11 | MC | Caju                   |
| 17 | MC | Paulo César Carpegiani |
| 21 | MC | Dirceu                 |
| 7  | DE | Jairzinho              |
| 13 | DE | Valdomiro Vaz Franco   |
| DT | DT | Mário Zagallo          |

| 1  | PO | Jürgen Croy       |     |
| 2  | DF | Lothar Kurbjuweit |     |
| 3  | DF | Bernd Bransch     |     |
| 4  | DF | Konrad Weise      |     |
| 12 | DF | Siegmar Wätzlich  |     |
| 18 | DF | Gerd Kische       |     |
| 13 | MC | Reinhard Lauck    | 64' |
| 14 | MC | Jürgen Sparwasser |     |
| 17 | MC | Erich Hamann      | 46' |
| 11 | DE | Joachim Streich   |     |
| 20 | DE | Martin Hoffmann   |     |
| DT | DT | Georg Buschner    |     |

| 16 | MC | Harald Irmscher | 46' |
| 8  | MC | Wolfram Löwe    | 64' |

| Anotado | 60' | Roberto Rivelino |

| Amonestado | 27' | Jairzinho              |
| Amonestado | 28' | Paulo César Carpegiani |
| Amonestado | 75' | Dirceu                 |

| Amonestado | 11' | Erich Hamann    |
| Amonestado | 84' | Joachim Streich |

| Árbitro             | Clive Thomas  |
| Árbitros asistentes | Doğan Babacan |
| Árbitros asistentes | Tony Boskovic |

| 1  | PO | Emerson Leão           |
| 2  | DF | Luís Pereira           |
| 3  | DF | Marinho Peres          |
| 4  | DF | Zé Maria               |
| 6  | DF | Marinho Chagas         |
| 10 | MC | Roberto Rivelino       |
| 11 | MC | Caju                   |
| 17 | MC | Paulo César Carpegiani |
| 21 | MC | Dirceu                 |
| 7  | DE | Jairzinho              |
| 13 | DE | Valdomiro Vaz Franco   |
| DT | DT | Mário Zagallo          |

| 1  | PO | Jürgen Croy       |     |
| 2  | DF | Lothar Kurbjuweit |     |
| 3  | DF | Bernd Bransch     |     |
| 4  | DF | Konrad Weise      |     |
| 12 | DF | Siegmar Wätzlich  |     |
| 18 | DF | Gerd Kische       |     |
| 13 | MC | Reinhard Lauck    | 64' |
| 14 | MC | Jürgen Sparwasser |     |
| 17 | MC | Erich Hamann      | 46' |
| 11 | DE | Joachim Streich   |     |
| 20 | DE | Martin Hoffmann   |     |
| DT | DT | Georg Buschner    |     |

| 16 | MC | Harald Irmscher | 46' |
| 8  | MC | Wolfram Löwe    | 64' |

| Anotado | 60' | Roberto Rivelino |

| Amonestado | 27' | Jairzinho              |
| Amonestado | 28' | Paulo César Carpegiani |
| Amonestado | 75' | Dirceu                 |

| Amonestado | 11' | Erich Hamann    |
| Amonestado | 84' | Joachim Streich |

| Árbitro             | Clive Thomas  |
| Árbitros asistentes | Doğan Babacan |
| Árbitros asistentes | Tony Boskovic |

| 30 de junio de 1974, 16:00 | Argentina    | 1:2 (1:1) | Brasil                        | Niedersachsenstadion, Hannover                                     |                                                                    |
|                            | Brindisi 35' | Reporte   | Rivellino 32' · Jairzinho 49' | Asistencia: 38.000 espectadores Árbitro(s): Vital Loraux (Bélgica) | Asistencia: 38.000 espectadores Árbitro(s): Vital Loraux (Bélgica) |

| 1  | PO | Daniel Carnevali     |     |
| 2  | DF | Ángel Bargas         |     |
| 3  | DF | Rubén Oscar Glaria   |     |
| 4  | DF | Ramón Heredia        |     |
| 6  | DF | Francisco Sá         | 46' |
| 10 | DF | Carlos Squeo         |     |
| 11 | MC | Miguel Brindisi      |     |
| 17 | DE | Rubén Ayala          |     |
| 21 | DE | Carlos Babington     |     |
| 7  | DE | Agustín Balbuena     |     |
| 13 | DE | Mario Alberto Kempes | 46' |
| DT | DT | Vladislao Cap        |     |

| 1  | PO | Emerson Leão           |
| 2  | DF | Luís Pereira           |
| 3  | DF | Marinho Peres          |
| 4  | DF | Zé Maria               |
| 12 | DF | Marinho Chagas         |
| 18 | MC | Roberto Rivelino       |
| 13 | MC | Caju                   |
| 14 | MC | Paulo César Carpegiani |
| 17 | MC | Dirceu                 |
| 11 | DE | Jairzinho              |
| 20 | DE | Valdomiro              |
| DT | DT | Mário Zagallo          |

| 7  | DF | Jorge Carrascosa | 46' |
| 11 | DE | René Houseman    | 46' |

| Anotado | 35' | Miguel Ángel Brindisi |

| Anotado | 32' | Roberto Rivelino |
| Anotado | 49' | Jairzinho        |

| Amonestado | 72' | René Houseman |

| Árbitro             | Vital Loraux    |
| Árbitros asistentes | Youssou N'Diaye |
| Árbitros asistentes | Jack Taylor     |

| 1  | PO | Daniel Carnevali     |     |
| 2  | DF | Ángel Bargas         |     |
| 3  | DF | Rubén Oscar Glaria   |     |
| 4  | DF | Ramón Heredia        |     |
| 6  | DF | Francisco Sá         | 46' |
| 10 | DF | Carlos Squeo         |     |
| 11 | MC | Miguel Brindisi      |     |
| 17 | DE | Rubén Ayala          |     |
| 21 | DE | Carlos Babington     |     |
| 7  | DE | Agustín Balbuena     |     |
| 13 | DE | Mario Alberto Kempes | 46' |
| DT | DT | Vladislao Cap        |     |

| 1  | PO | Emerson Leão           |
| 2  | DF | Luís Pereira           |
| 3  | DF | Marinho Peres          |
| 4  | DF | Zé Maria               |
| 12 | DF | Marinho Chagas         |
| 18 | MC | Roberto Rivelino       |
| 13 | MC | Caju                   |
| 14 | MC | Paulo César Carpegiani |
| 17 | MC | Dirceu                 |
| 11 | DE | Jairzinho              |
| 20 | DE | Valdomiro              |
| DT | DT | Mário Zagallo          |

| 7  | DF | Jorge Carrascosa | 46' |
| 11 | DE | René Houseman    | 46' |

| Anotado | 35' | Miguel Ángel Brindisi |

| Anotado | 32' | Roberto Rivelino |
| Anotado | 49' | Jairzinho        |

| Amonestado | 72' | René Houseman |

| Árbitro             | Vital Loraux    |
| Árbitros asistentes | Youssou N'Diaye |
| Árbitros asistentes | Jack Taylor     |

| 3 de julio de 1974, 19:30 | Países Bajos              | 2:0 (0:0) | Brasil | Westfalenstadion, Dortmund                                              |                                                                         |
|                           | Neeskens 50' · Cruyff 65' | Reporte   |        | Asistencia: 52.500 espectadores Árbitro(s): Kurt Tschenscher (Alemania) | Asistencia: 52.500 espectadores Árbitro(s): Kurt Tschenscher (Alemania) |

| 8  | PO | Jan Jongbloed      |     |
| 12 | DF | Ruud Krol          |     |
| 17 | DF | Wim Rijsbergen     |     |
| 20 | DF | Wim Suurbier       |     |
| 2  | MC | Arie Haan          |     |
| 3  | MC | Willem van Hanegem |     |
| 6  | MC | Wim Jansen         |     |
| 13 | MC | Johan Neeskens     | 85' |
| 14 | DE | Johan Cruyff       |     |
| 15 | DE | Rob Rensenbrink    | 67' |
| 16 | DE | Johnny Rep         |     |
| DT | DT | Rinus Michels      |     |

| 1  | PO | Emerson Leão           |     |
| 2  | DF | Luís Pereira           |     |
| 3  | DF | Marinho Peres          |     |
| 4  | DF | Zé Maria               |     |
| 6  | DF | Marinho Chagas         |     |
| 10 | MC | Roberto Rivelino       |     |
| 11 | MC | Caju                   | 61' |
| 17 | MC | Paulo César Carpegiani |     |
| 21 | MC | Dirceu                 |     |
| 7  | DE | Jairzinho              |     |
| 13 | DE | Valdomiro Vaz Franco   |     |
| DT | DT | Mário Zagallo          |     |

| 7 | DE | Theo de Jong | 67' |
| 5 | MC | Rinus Israël | 85' |

| 19 | MC | Mirandinha | 61' |

| Anotado | 50' | Johan Neeskens |
| Anotado | 65' | Johan Cruyff   |

| Amonestado | 29' | Wim Suurbier |
| Amonestado | 69' | Johnny Rep   |

| Amonestado | 29' | Luís Pereira  |
| Amonestado | 37' | Zé Maria      |
| Amonestado | 44' | Marinho Peres |

| Expulsado | 84' | Luís Pereira |

| Árbitro             | Kurt Tschenscher    |
| Árbitros asistentes | Bob Davidson        |
| Árbitros asistentes | Govindasamy Suppiah |

| 8  | PO | Jan Jongbloed      |     |
| 12 | DF | Ruud Krol          |     |
| 17 | DF | Wim Rijsbergen     |     |
| 20 | DF | Wim Suurbier       |     |
| 2  | MC | Arie Haan          |     |
| 3  | MC | Willem van Hanegem |     |
| 6  | MC | Wim Jansen         |     |
| 13 | MC | Johan Neeskens     | 85' |
| 14 | DE | Johan Cruyff       |     |
| 15 | DE | Rob Rensenbrink    | 67' |
| 16 | DE | Johnny Rep         |     |
| DT | DT | Rinus Michels      |     |

| 1  | PO | Emerson Leão           |     |
| 2  | DF | Luís Pereira           |     |
| 3  | DF | Marinho Peres          |     |
| 4  | DF | Zé Maria               |     |
| 6  | DF | Marinho Chagas         |     |
| 10 | MC | Roberto Rivelino       |     |
| 11 | MC | Caju                   | 61' |
| 17 | MC | Paulo César Carpegiani |     |
| 21 | MC | Dirceu                 |     |
| 7  | DE | Jairzinho              |     |
| 13 | DE | Valdomiro Vaz Franco   |     |
| DT | DT | Mário Zagallo          |     |

| 7 | DE | Theo de Jong | 67' |
| 5 | MC | Rinus Israël | 85' |

| 19 | MC | Mirandinha | 61' |

| Anotado | 50' | Johan Neeskens |
| Anotado | 65' | Johan Cruyff   |

| Amonestado | 29' | Wim Suurbier |
| Amonestado | 69' | Johnny Rep   |

| Amonestado | 29' | Luís Pereira  |
| Amonestado | 37' | Zé Maria      |
| Amonestado | 44' | Marinho Peres |

| Expulsado | 84' | Luís Pereira |

| Árbitro             | Kurt Tschenscher    |
| Árbitros asistentes | Bob Davidson        |
| Árbitros asistentes | Govindasamy Suppiah |

#### Tercer lugar
| 6 de julio de 1974, 16:00 | Brasil | 0:1 (0:0) | Polonia  | Estadio Olímpico de Múnich, Múnich                                    |                                                                       |
|                           |        | Reporte   | Lato 76' | Asistencia: 74.100 espectadores Árbitro(s): Aurelio Angonese (Italia) | Asistencia: 74.100 espectadores Árbitro(s): Aurelio Angonese (Italia) |

| BRASIL                              | POLONIA                                                    |
| ----------------------------------- | ---------------------------------------------------------- |
| 1 Leao                              | 2 Jan Tomaszewski                                          |
| 6 Marinho                           | 9 Wladyslaw Zmuda                                          |
| 13 Valdomiro                        | 12 Kazimierz Deyna                                         |
| 21 Dirceu                           | 16 Grzegorz Lato                                           |
| 7 Jairzinho                         | 17 Andrzej Szarmach                                        |
| 10 Rivelino                         | 4 Antoni Szymanowski                                       |
| 3 Marinho Peres                     | 6 Jerzy Gorgon                                             |
| 4 Ze Maria                          | 10 Adam Musial                                             |
| 11 Paulo Cesar                      | 13 Henryk Kasperczak                                       |
| 15 Alfredo III                      | 14 Zygmunt Maszczyk                                        |
| 18 Ademir II                        | 18 Robert Gadocha                                          |
| DT Mário Zagallo                    | DT Kazimierz Gorski                                        |
| Cambios Mirandinha (Ademir II, 66') | Cambios Cmikiewicz (Kasperczak, 73') Kapka (Szarmach, 75') |
| Amonestados Jairzinho (76')         | Amonestados Kasperczak (71')                               |

## Goleadores[15]
3 goles
- Roberto Rivelino

2 goles
- Jairzinho

1 gol
- Valdomiro

## Asistencias[15]
1 Asistencia
- Jairzinho
- Luís Pereira
- Zé Maria
- Paulo Cézar Lima
- Nelinho